# Kitkajoki
Kitkajoki ili Kitkanjoki je rijeka u Finskoj. Počinje od jezera Ala-Kitka koje je povezano s jezerom Yli-Kitka u općinama Posio i Kuusamo u regiji Sjeverna Ostrobotnija i zatim teče prema Rusiji spajajući se s rijekom Oulankajoki blizu ruske granice. Dio je riječnog sustava Kovda u Rusiji i Finskoj iz kojeg vode teku u Bijelo more.